# Autosport BRDC Award
De Aston Martin Autosport BRDC Award, tot 2018 de McLaren Autosport BRDC Award, is een prijs voor talentvolle coureurs uit het Verenigd Koninkrijk. Zoals de naam zegt, wordt de winnaar gekozen door het Formule 1-team Aston Martin, het autosportblad Autosport en de raceorganisatie British Racing Drivers' Club. De winnaar van de prijs krijgt £100.000 en een test in een Formule 1-auto van Aston Martin.
Tussen 1989 en 2018 werd de Autosport BRDC Award gesponsord door het Formule 1-team van McLaren. De winnaar ontving £50.000 en een Formule 1-test bij McLaren. Vanaf 2019 werd McLaren vervangen door Aston Martin. In 2019 kreeg de winnaar een test in een Formule 1-auto van Red Bull Racing, dat op dat moment door Aston Martin werd gesponsord. Toen Aston Martin in 2021 zelf toetrad tot de Formule 1, kreeg de winnaar een test bij Aston Martin.

## Winnaars
| Jaar | Winnaar                                   | Hoogtepunten | Andere deelnemers                                                        |
| ---- | ----------------------------------------- | --- | ------------------------------------------------------------------------ |
| 1989 | David Coulthard                           | Britse Formule Ford kampioen (1989) F3000 derde plek (1993) 13 F1 winsten DTM (2010-2012) | geen                                                                     |
| 1990 | Gareth Rees                               | Marlboro Masters Britse F3 winnaar (1994) Britse Formule 2 winnaar (1996) | Philip Bate Steve Brogan David Cuff Shaun Nicholson James Rhodes         |
| 1991 | Oliver Gavin                              | Britse F3 Kampioen (1995) F1 test coureur (Pacific, Benetton) 24 uur van Le Mans GT1 winnaar (2002, 2004, 2005 en 2006) | Dario Franchitti Jonathan McGall Dino Morelli Guy Smith Jamie Spence     |
| 1992 | Dario Franchitti                          | Formule Vauxhall kampioen (1993) CART tweede (1999) IRL race winnaar Indianapolis 500 Winnaar (2007, 2010 en 2012) IndyCar kampioen (2007, 2009, 2010 en 2011)                                                                     | Paul Evans Ralph Firman Jonny Kane Martin O'Connell Brian Saunders       |
| 1993 | Ralph Firman                              | Britse F3 kampioen (1996) Formule Nippon kampioen (2002) Jordan F1 (2003) | Darren Malkin Darren Manning James Matthews Guy Smith Jamie Spence       |
| 1994 | Jamie Davies                              | F3000 vierde (1996) Le Mans Series Kampioen (2004) tweede plek bij de 24 uur van Le Mans 2004 | Alex Deighton Peter Dumbreck Jonny Kane James Matthews Richard Westbrook |
| 1995 | Jonny Kane                                | Formule Vauxhall kampioen (1996) Britse F3 kampioen (1997) LMP2-winnaar 24 uur van Le Mans 2010 | Wayne Douglas Marc Hynes Kevin McGarrity Guy Smith Justin Wilson         |
| 1996 | Darren Turner                             | Formule Renault 2.0 tweede (1996) DTM (2000-2001) BTCC (2006-2008) | David Cook Peter Dumbreck Darren Malkin Tim Mullen Dan Wheldon           |
| 1997 | Andrew Kirkaldy                           | Formule Vauxhall tweede (1997) British GT kampioen (2005) | Matt Davies Marc Hynes Leighton Walker Dan Wheldon Adam Wilcox           |
| 1998 | Jenson Button                             | Britse Formule Ford kampioen (1998) F1 (2000-2016), wereldkampioen (2009) | Doug Bell Matt Davies Robbie Kerr James Pickford Justin Wilson           |
| 1999 | Gary Paffett                              | Formule Vauxhall kampioen (1999) Duitse Formule 3 kampioen (2002) DTM kampioen (2005) | Westley Barber Ryan Dalziel Richard Lyons Craig Murray Leighton Walker   |
| 2000 | Anthony Davidson                          | Britse Formule Ford kampioen (2000) Britse F3 tweede (2001) BAR/Honda F1 testcoureur (2001-2006) F1 (2007-2008) FIA WEC kampioen (2014)                                                                                            | Ryan Dalziel Matt Gilmore Derek Hayes Robbie Kerr Mark Taylor            |
| 2001 | Steven Kane                               | Noord-Ierse Formule Ford kampioen (2000) Britse F3 Scholarship-klasse tweede(2002) Spaanse F3 derde (2004) | Carl Breeze Matt Gilmore Robbie Kerr Simon Pullan Danny Watts            |
| 2002 | Jamie Green                               | Britse F3 tweede (2003) Formule 3 Euroseries kampioen (2004) DTM derde (2012 en 2016), tweede (2015) | Westley Barber Adam Carroll Dan Eagling Christian England Danny Watts    |
| 2003 | Alex Lloyd                                | Formule Renault 2.0 tweede (2003) IPS, 2 winsten (2006), kampioen (2007) Indianapolis 500 vierde (2010) | Ben Clucas Tom Kimber-Smith James Rossiter Ryan Sharp Susie Stoddart     |
| 2004 | Paul di Resta                             | Formule Renault 2.0, derde (2004) Formule 3 Euroseries kampioen (2006) DTM kampioen (2010) F1 (2011-2013, 2017) | Tim Bridgman Mike Conway Jonathan Kennard Scott Mansell Susie Stoddart   |
| 2005 | Oliver Jarvis                             | Formule Renault 2.0 Kampioen (2005) Britse F3 tweede(2006) 24 uur van Le Mans derde (2012) 24 uur van Daytona GT-klasse winnaar (2013)                                                                                             | Sam Bird Joey Foster James Jakes Joe Tandy Duncan Tappy                  |
| 2006 | Oliver Turvey                             | Britse Formule BMW tweede (2006) Britse F3 tweede (2008) F1-testcoureur McLaren | Jon Barnes Sam Bird Nathan Freke Jeremy Matcalfe Oliver Oakes            |
| 2007 | Stefan Wilson                             | Formule Palmer Audi tweede (2007) Indy Lights derde (2011) | Henry Arundel Callum MacLeod Dean Smith Nick Tandy Duncan Tappy          |
| 2008 | Alexander Sims                            | Formule Renault 2.0 UK tweede (2008) | Wayne Boyd Adam Christodoulou Jason Moore Aaron Steele Dean Stoneman     |
| 2009 | Dean Smith                                | Formule BMW UK kampioen (2005) Formule Renault 2.0 UK tweede (2007) Formule Renault 2.0 UK kampioen (2009) | James Calado Adam Christodoulou James Cole Callum MacLeod Chrissy Palmer |
| 2010 | Lewis Williamson                          | Formule Renault 2.0 UK tweede (2010) | Luciano Bacheta Tom Blomqvist Jack Harvey Scott Malvern Nigel Moore      |
| 2011 | Oliver Rowland                            | Formule Renault 2.0 UK tweede (2011) Eurocup Formule Renault 2.0 derde (2012), tweede (2013) Formule Renault 3.5 Series kampioen (2015) Formule 2 derde (2017)                                                                     | Emil Bernstorff Tom Blomqvist Alex Lynn Scott Malvern Dino Zamparelli    |
| 2012 | Jake Dennis                               | Intersteps kampioen (2011) Formule Renault 2.0 NEC kampioen (2012) Europees Formule 3-kampioenschap derde (2015) | Jack Hawksworth Josh Hill Jordan King Melville McKee Josh Webster        |
| 2013 | Matt Parry                                | Intersteps kampioen (2012) Formule Renault 2.0 NEC kampioen (2013) | Jack Aitken Jake Hughes Chris Middlehurst Seb Morris Charlie Robertson   |
| 2014 | George Russell                            | Britse Formule 4 kampioen (2014) Europees Formule 3-kampioenschap derde (2016) GP3 Series kampioen (2017) Formule 2 kampioen (2018) Formule 1-coureur bij Williams (2019-2021) en Mercedes (2022-heden)                            | Alexander Albon Ben Barnicoat Sennan Fielding Seb Morris Harrison Scott  |
| 2015 | Will Palmer                               | Britse Formule 4 kampioen (2015) | Jack Aitken Ben Barnicoat Ricky Collard Jake Hughes Toby Sowery          |
| 2016 | Lando Norris                              | MSA Formula kampioen (2015) Toyota Racing Series kampioen (2016) Eurocup Formule Renault 2.0 kampioen (2016) Formule Renault 2.0 NEC kampioen (2016) Europees Formule 3 kampioen (2017) Formule 1-coureur bij McLaren (2019-heden) | Ricky Collard Sennan Fielding Toby Sowery                                |
| 2017 | Daniel Ticktum                            | Grand Prix van Macau winnaar (2017, 2018) | Enaam Ahmed Max Fewtrell Harrison Scott                                  |
| 2018 | Tom Gamble                                | Ginetta Junior Championship winnaar (2017) | Jamie Caroline Max Fewtrell Kiern Jewiss                                 |
| 2019 | Johnathan Hoggard                         | BRDC Britse Formule 3 tweede (2019) | Enaam Ahmed Jamie Chadwick Ayrton Simmons                                |
| 2020 | Niet uitgereikt vanwege de coronapandemie | Niet uitgereikt vanwege de coronapandemie | Niet uitgereikt vanwege de coronapandemie                                |
| 2021 | Zak O'Sullivan                            | GB3 Championship kampioen (2021) FIA Formule 3-kampioenschap tweede (2023) | Oliver Bearman Jonny Edgar Louis Foster                                  |
| 2022 | Luke Browning                             | Britse Formule 4 kampioen (2020) GB3 Championship kampioen (2022) Grand Prix van Macau winnaar (2023) FIA Formule 3-kampioenschap derde (2024)                                                                                     | Oliver Bearman Jamie Chadwick Louis Foster                               |
| 2023 | Joseph Loake                              | GB3 Championship derde (2023) | Taylor Barnard Arvid Lindblad Callum Voisin                              |
| 2024 | Deagen Fairclough                         | Britse Formule 4 kampioen (2024) | Arvid Lindblad Louis Sharp Freddie Slater                                |